# Mîhailivka, Rivne
Mîhailivka (în ucraineană Михайлівка) este un sat în comuna Horodok din raionul Rivne, regiunea Rivne, Ucraina.

## Demografie
Componența lingvistică a localității Mîhailivka
     Ucraineană (97,92%)
     Rusă (2,08%)
Conform recensământului din 2001, majoritatea populației localității Mîhailivka era vorbitoare de ucraineană (97,92%), existând în minoritate și vorbitori de rusă (2,08%).